# Аллен Ньюгарт
Аллен Гарольд «Ел» Ньюгарт (22 березня 1924 — 19 квітня 2013) — американський бізнесмен, автор та колумніст. Він був засновником газети  USA Today, The Freedom Forum та Музею новин.

## Раннє життя
Ел Ньюйгарт народився в місті Юрика, Південна Дакота. Його батьками були Деніел Дж. та Крістіна, які одружилися 11 січня 1922 року. Батько помер, коли Елу було два роки. 

## Освіта
Після війни Ел вступив до університету Південної Дакоти, де редагував газету The Volante.

## USA Today
Ньюгарт заснував газету USA Today у 1982 році, яка на березень 2013 року була найтиражнішою газетою в США. У 1988 році Аллен отримав премію Уолтера Крнокайта за видатні досягнення в галузі журналістики, зокрема, за створення газети.Ньюгарт вийшов на пенсію 31 березня 1989 у віці 65 років. 

## КолонкаPlain Talk
Після виходу на пенсію Ньюгарт до серпня 2010 року був автором щотижневої колонки під назвою Plain Talk.

## Особисте життя
У Ньюгарта було двоє дітей від першого шлюбу з Лореттою Хельгеланд, з якою він розлучився у 1973 р. Вдруге він одружився у тому ж році на сенаторі штату Флорида Лорі Вілсон. Їх шлюб проіснував сім років. Його останній шлюб був з мануальним терапевтом Рейчел Форнес. Разом вони мали трьох власних дітей та шістьох всиновили.
Аллан Ньюгарт помер 19 квітня 2013 року у своєму домі в Коко-Біч, Флорида, у віці 89 років.